# Linella livanovi
Linella livanovi är en plattmaskart som beskrevs av Timoshkin OA 1986. Linella livanovi ingår i släktet Linella och familjen Rhynchokarlingiidae. Inga underarter finns listade i Catalogue of Life.